# Staplerleitsystem
Ein Staplerleitsystem (SLS) ist ein Logistiksystem, das den Einsatz von Flurfördergeräten, insbesondere Gabelstaplern, steuert.
Aufgabe des Systems ist es, die Bearbeitungsfolge der Aufträge und die Routen der Flurfördergeräte zu optimieren. Zu einem Staplerleitsystem gehören eine zentrale Steuereinheit sowie in der Regel über Funk verbundene, mobile Terminals für die Fahrzeuge. Das SLS kann Teil eines Lagerverwaltungssystems sein oder ein daran angeschlossenes eigenständiges System.
Ein Optimierungsansatz ist, unproduktive Leer- und Suchfahrten zu verhindern. Dies kann zum Beispiel durch geeignete Kombination von Einlagerungs- und Auslagerungsvorgängen erfolgen. Durch den Einsatz eines geeigneten Staplerleitsystems kann die Effizienz der Flurfördergeräte deutlich gesteigert werden.